# Neomussaenda xanthophytoides
Neomussaenda xanthophytoides là một loài thực vật có hoa trong họ Thiến thảo. Loài này được (Valeton) Tange mô tả khoa học đầu tiên năm 1994.